# جيرونيمو ايبانيز اسكريبان
جيرونيمو ايبانيز اسكريبان (بالإنجليزية: Jeronimo Ibañez Escribano)‏ مواليد 14 يونيو 1957 في فياماليا، إسبانيا، هو دراج إسباني سابق.

## روابط خارجية
- جيرونيمو ايبانيز اسكريبان على موقع أرشيف الدراجات (الإنجليزية)
- جيرونيمو ايبانيز اسكريبان على موقع إحصائيات الدراجات الإحترافية (الإنجليزية)